# Lithopoma brevispina
Lithopoma brevispina là một loài ốc biển thuộc họ Turbinidae.

## Mô tả
Kích thước vỏ của loài này thay đổi từ 40 mm đến 60 mm.

## Phân bổ
Loài ốc biển này xuất hiện ngoài khơi México đến Colombia và ngoài khơi Quần đảo Virgin, được tìm thấy ở độ sâu khoảng 10 m.